# Буйоя, Пьер
Пьер Буйоя (рунди и фр. Pierre Buyoya; 24 ноября 1949 — 17 декабря 2020) — бурундийский военный и государственный деятель, майор. Президент Бурунди в 1986—1993 и 1996—2003 гг.

## Биография
Родился 24 ноября 1949 года в Рутову, в провинции Бурури на юге страны, принадлежал к общности тутси. В 1967—1982 обучался в военных учебных заведениях Бельгии, Франции, ФРГ. С сентября 1984 по август 1987 — офицер Генерального штаба вооружённых сил.
Правительство Жан-Батиста Багазы начало антикатолическую кампанию, что вызвало волну беспорядков по стране. На фоне этих волнений в сентябре 1987 года майор Пьер Буйоя организовал военный переворот, провозгласив себя президентом страны. С октября 1987 по октябрь 1988 был также министром обороны. Первым делом он прекратил все преследования католической церкви, политзаключённые стали освобождаться из тюрем.
В августе 1988 года в стране вновь вспыхнули массовые межэтнические столкновения. Армия тутси сумела навести порядок, но при этом погибли не менее 5 тыс. крестьян-хуту, около 60 тыс. были вынуждены бежать из страны. После этих событий Буйоя начал политику национального примирения. Он назначил представителя хуту премьер-министром страны и включил их в состав своего правительства. На состоявшихся 1 июня 1993 первых в истории страны демократических президентских выборах победил представитель хуту Мельхиор Ндадайе, набрав 65 % голосов при лишь 32 %, отданных за Буйоя.
Однако Ндадайе был убит уже через 102 дня, в октябре того же года, а сменивший его Сиприен Нтарьямира погиб в авиакатастрофе в апреле 1994. Противостояние между тутси и хуту не прекращалось.
25 июля 1996 года Буйоя возглавил новый государственный переворот и удерживал власть в стране до 2003 года. В 1998 году он упразднил пост премьер-министра, который в течение предыдущих 10 лет по заведённой им же традиции принадлежал представителю хуту, если президентом был тутси, и наоборот.
В 2001 году продолжение этнического конфликта и угроза экономических санкций вынудили Буйоя ввести пост вице-президента и назначить на него представителя хуту Домисьена Ндайизейе, которому по условиям соглашения он ровно через полтора года передал пост главы государства. Как бывший президент, получил статус пожизненного сенатора. В 2008 году он руководил миротворческой миссией Африканского союза в Чаде, а позже — в Мали.
19 октября 2020 года Верховный суд Бурунди приговорил П. Буйоя к пожизненному заключению за убийство М. Ндадайе (заочно). Ещё 18 человек также были осуждены за участие в убийстве.